# 本野田酒造
本野田酒造株式会社（ほんのだしゅぞう）は、兵庫県西宮市久保町に本社を置く日本酒の酒造メーカー（休造中）。灘五郷酒造組合に参画するメーカーの1つ。代表銘柄は「金鷹」。

## 沿革
江戸時代末期、あるいは寛政3年（1791年）創業。1928年（昭和3年）に法人化し、野田酒造株式会社が設立された。銘柄としては「金鷹」「いろは」があった。西宮郷の久保町に蔵があったが、第二次世界大戦の空襲（西宮空襲）で全酒蔵を焼失。
戦後、1951年に蔵を再建するが、1995年の阪神大震災で被災し休造。『酒蔵名鑑 2014～15年版』では酒造業から撤退した蔵として廃業蔵のリストに入っている。委託醸造により「金鷹」銘柄の販売は継続している。

## 銘柄
- 金鷹